# Statuette des Iddin-ilum
Die Statuette des Iddin-ilum ist eine 41,5 cm hohe Statuette aus Steatit. Sie wurde im frühen 21. Jahrhundert v. Chr. gefertigt und bei französischen Ausgrabungen unter Leitung von André Parrot in Mari (Tell Hariri) im Winter 1936/1937 im Palast gefunden. Heute ist sie im Louvre in Paris ausgestellt (Inventarnummer AO 19486).
Es handelt sich um eine Beterstatuette, die abgesehen von einem abgebrochenen Arm und dem Kopf weitgehend erhalten ist. Sie zeigt einen stehenden Mann in einem langen Gewand. In dessen unteren Bereich ist eine akkadische Inschrift eingeritzt. Demnach wurde diese Statuette der Liebes- und Kriegsgöttin Inanna/Ištar geweiht. Als ihr Stifter wird Iddin-ilum genannt, ein šakkanakku (Statthalter) von Mari.

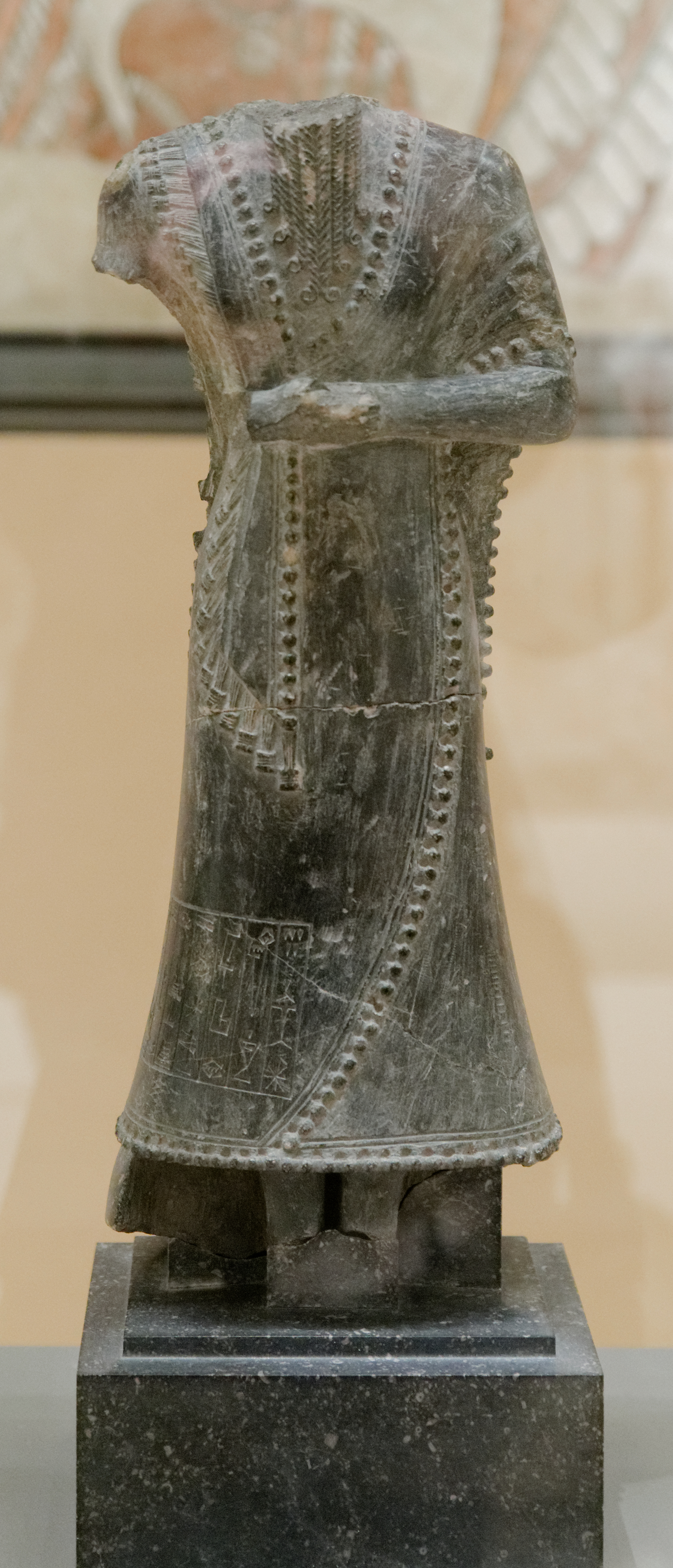
Gesamtansicht der Statuette
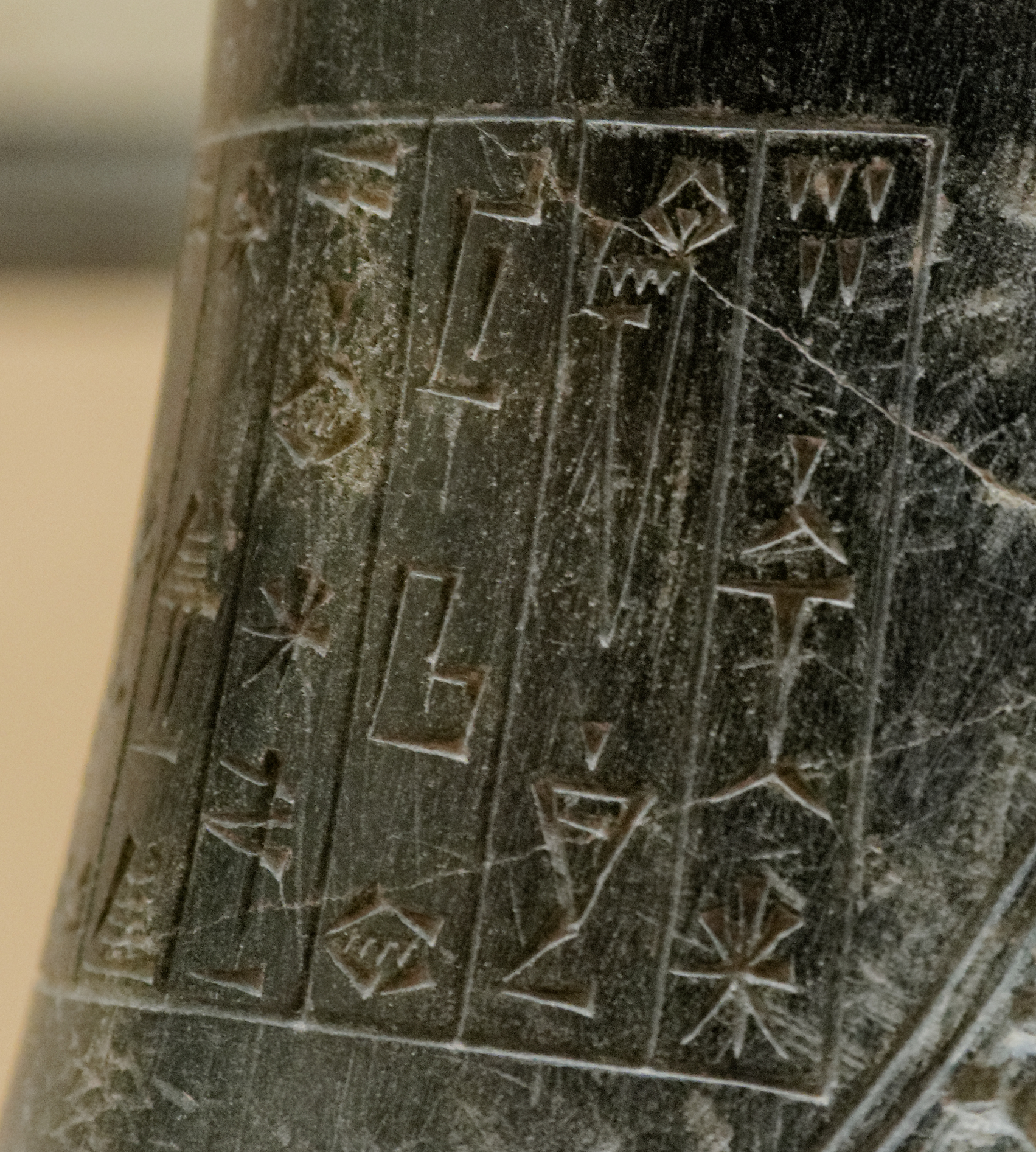
Detailansicht der Inschrift
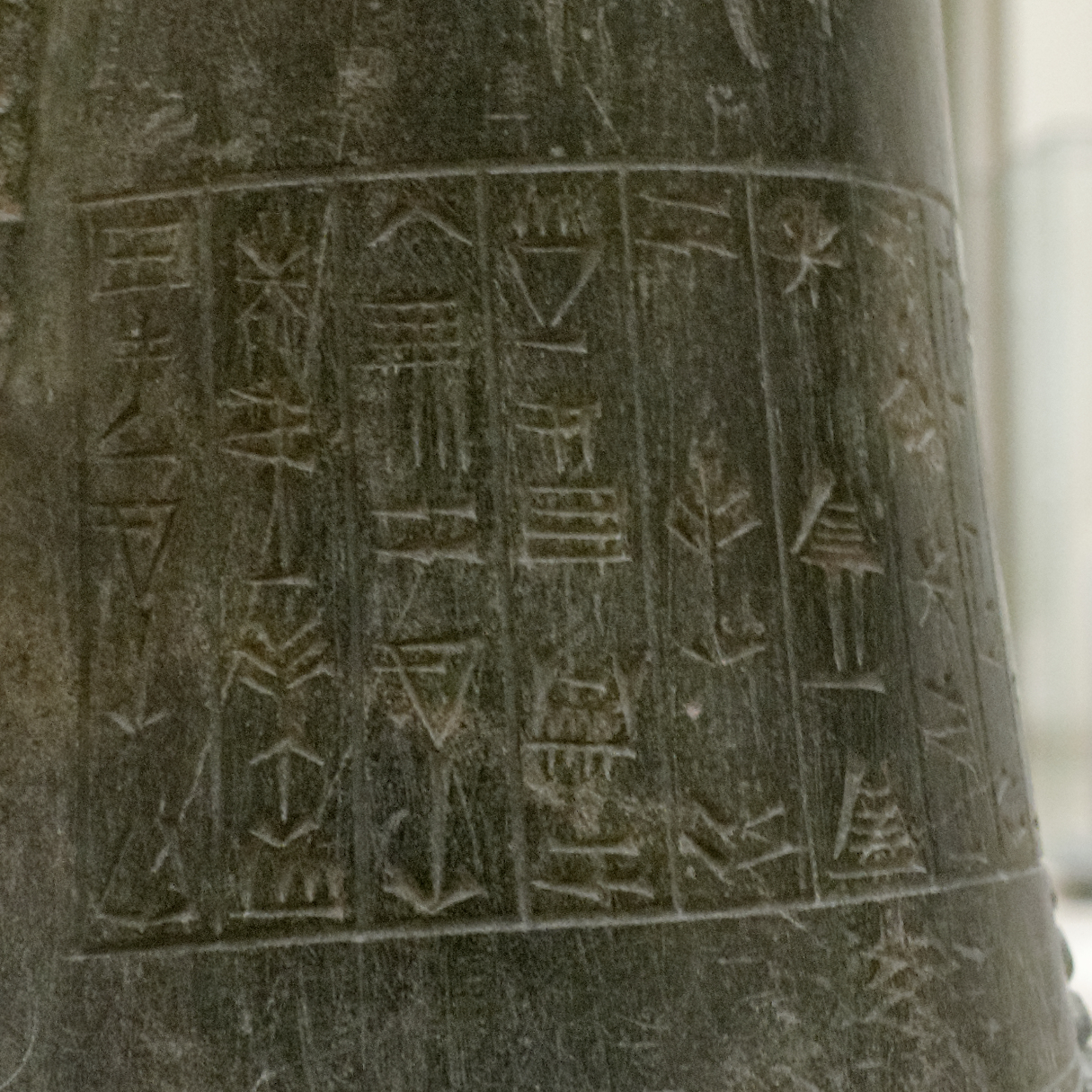
Detailansicht der Inschrift